# Raïon de Kherson
Le raïon de Kherson (en ukrainien : Херсонський район) est un des cinq raïons composant l'oblast (région) de Kherson dans le sud de l'Ukraine. Son chef-lieu est la capitale régionale Kherson.

## Géographie
Le raïon de Kherson se répartit entre les deux rives du Dniepr et comprend son estuaire.

## Population
Le raïon de Kherson a une superficie  de 3 650 km² et une  population de 464 000 habitants.

## Économie
L'économie du raïon de Kherson repose sur l'agriculture mais comprend également une forte composante industrielle implantée principalement dans les deux villes : industrie agro-alimentaire, production de biens de consommation, mécanique, chimie, énergie et les liens avec le port fluvial de Kherson et la gare de Kherson.

## Découpage administratif
Le raïon de Kherson comprend 10 communautés territoriales : deux villes - Kherson (280 000 habitants en 2020)  et Olechky (25 000 habitants) - , une communes urbaines et sept communes rurales

## Patrimoine
Le parc national du Dniepr inférieur, la zone humide du delta du Dniepr, le parc national des sables d'Olechkiv.

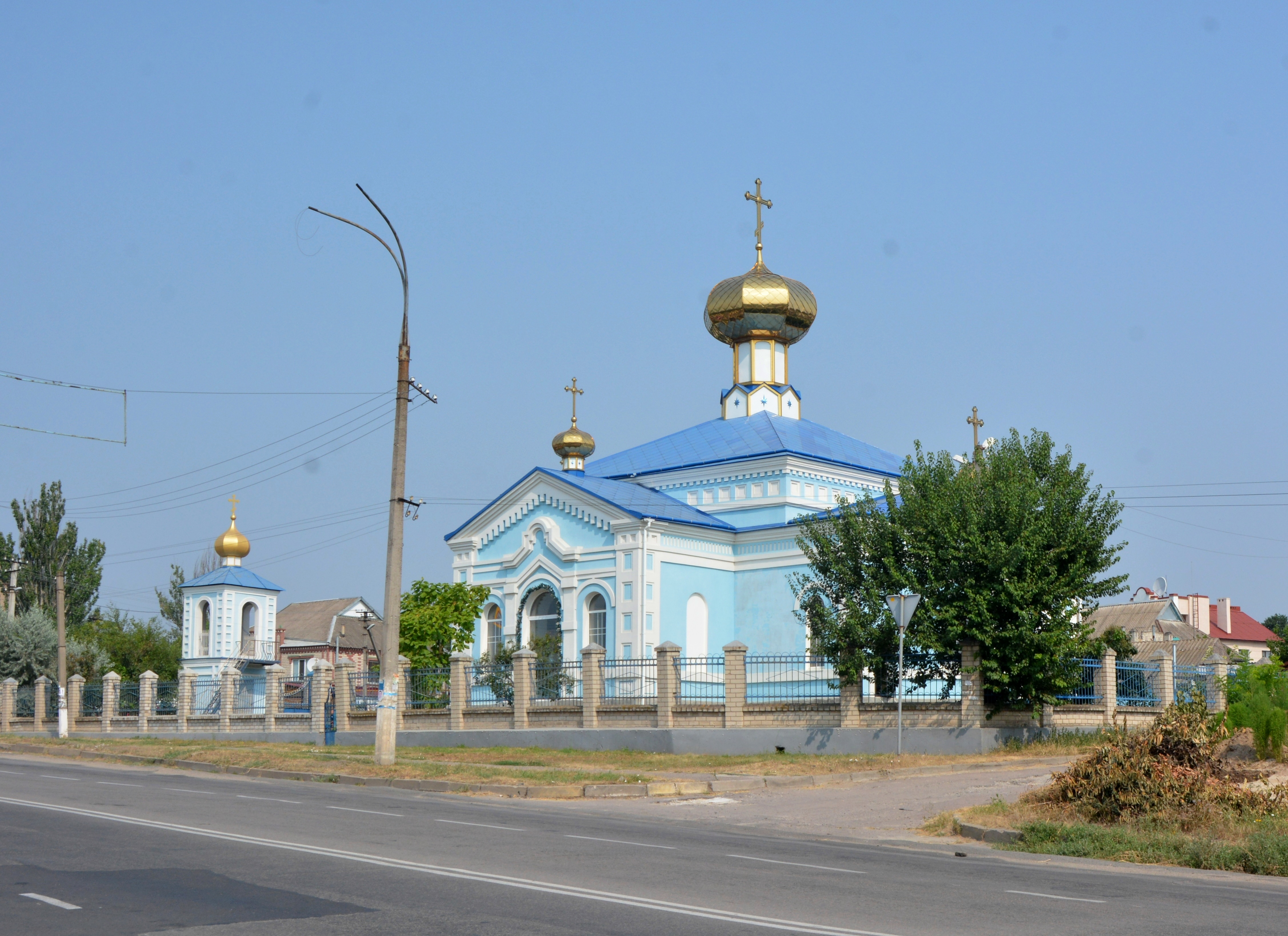
L'église de la Nativité classée[1].
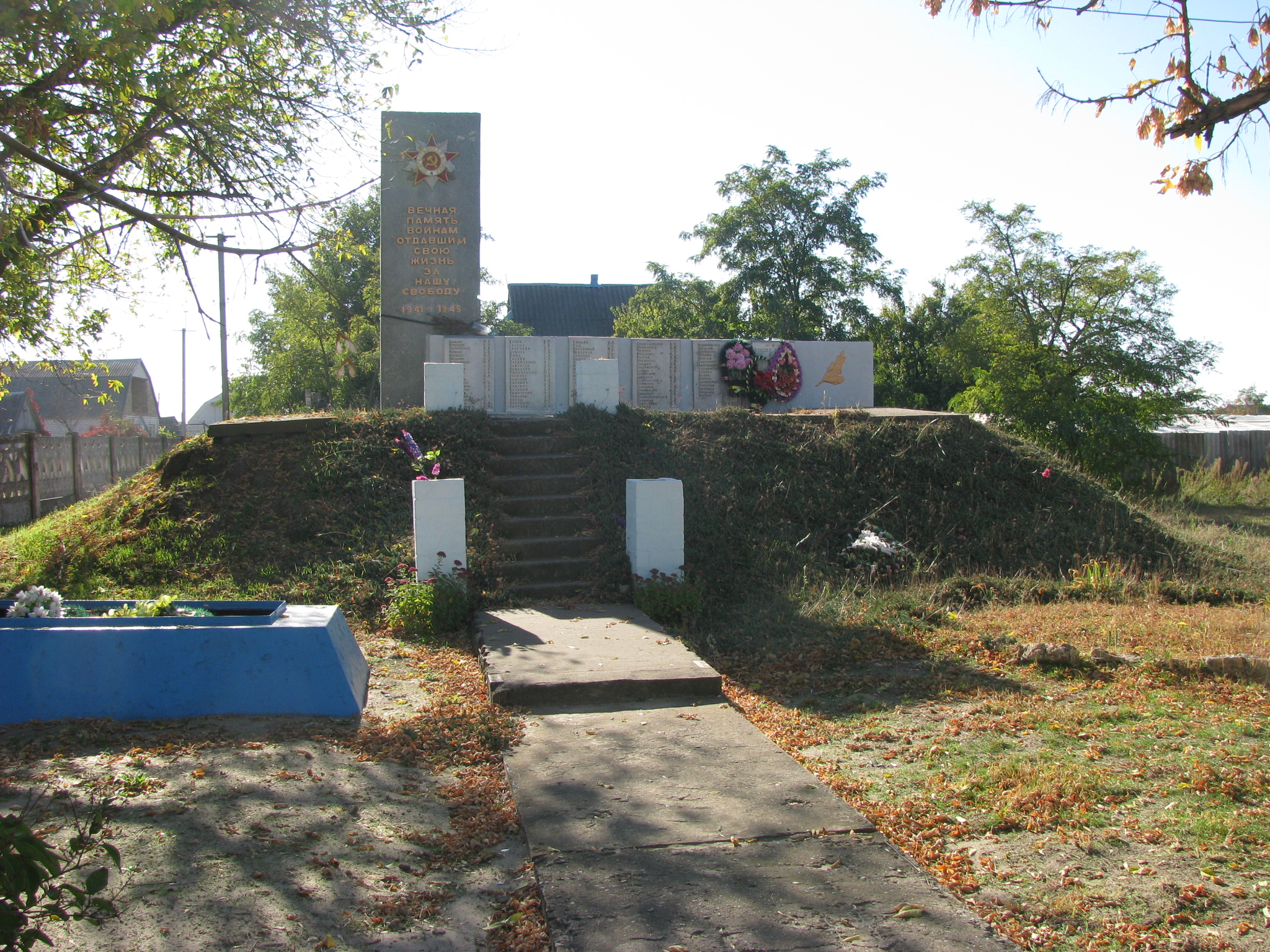
Nécropole de la Deuxième guerre mondiale classée[2], Pichtchanivka.
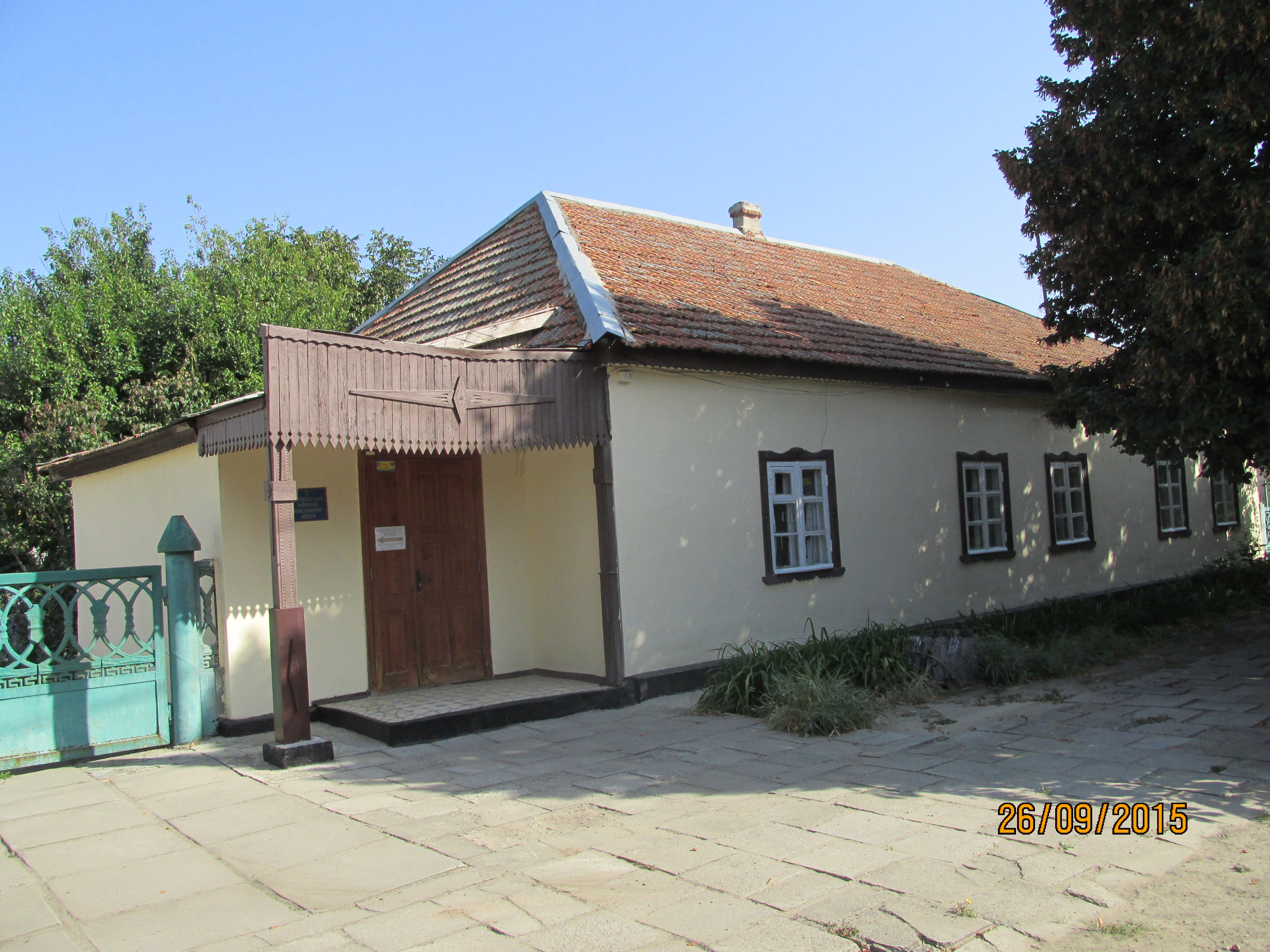
Le musée local d'histoire d'Olechky

## Historique
Avec la réforme administrative du 18 juillet 2020, la raïon a été étendu en fusionnant avec les raïons de Vysokopillia, Velyka Oleksandrivka, Novovorontsovka.

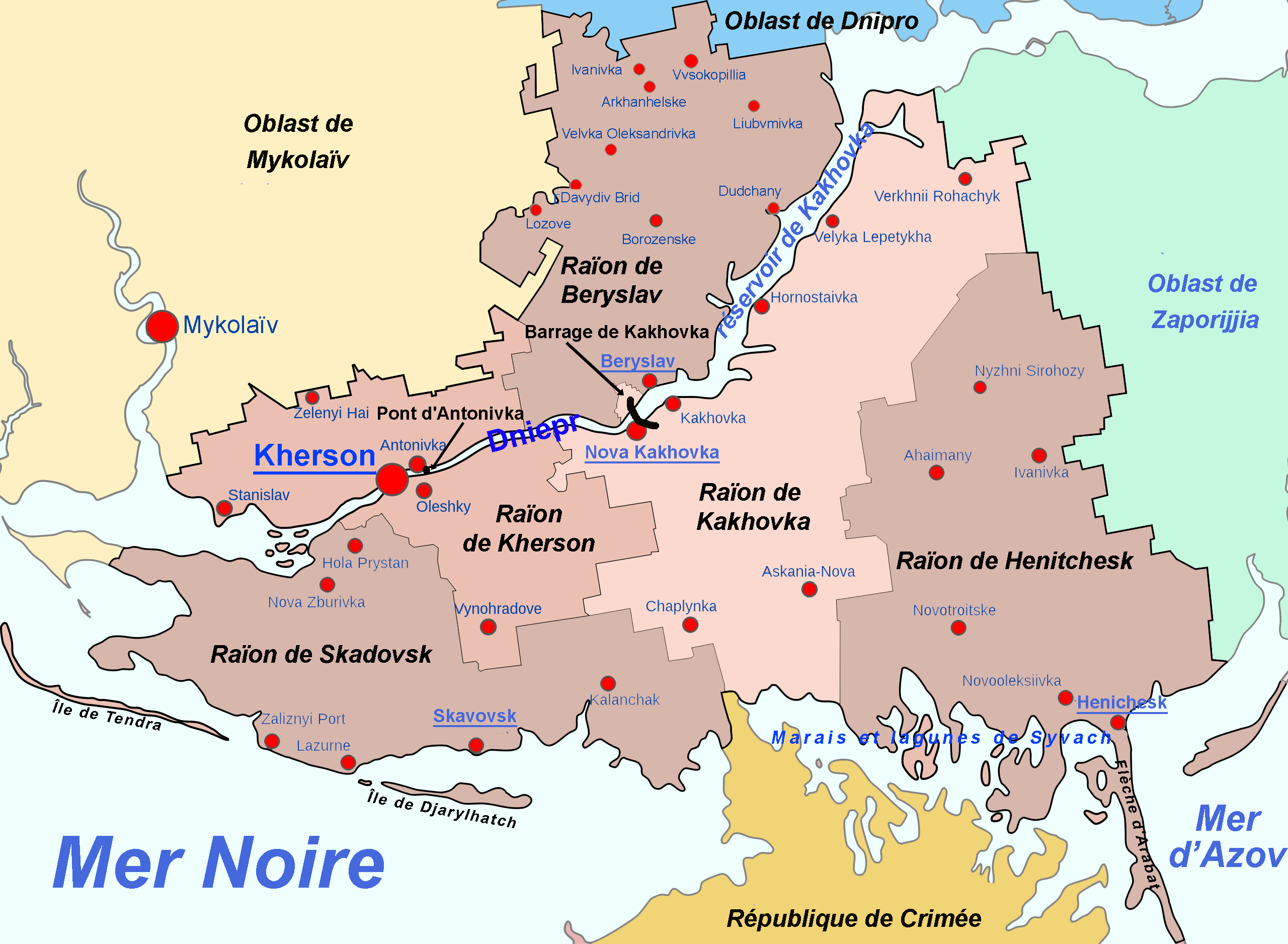
Carte de l'oblast de Kherson avec le¨découpage en raïons.